# Robert Cava
Robert Joseph Cava (1951) é um químico e cientista dos materiais estadunidense. É professor de química do estado sólido da Universidade de Princeton.
Foi cientista do Bell Labs de 1979 a 1996. Em suas pesquisas investiga isolantes topológicos, semimetais, supercondutores, magnetos frustrantes e termoelétricos.

## Formação
Cava estudou no Instituto de Tecnologia de Massachusetts (MIT), onde obteve os graus de Master of Science em ciência dos materiais e engenharia em 1974 e PhD em 1978, orientado por Bernhardt Wuensch e investigou a mobilidade elétrica de íons em condutores iônicos rápidos.

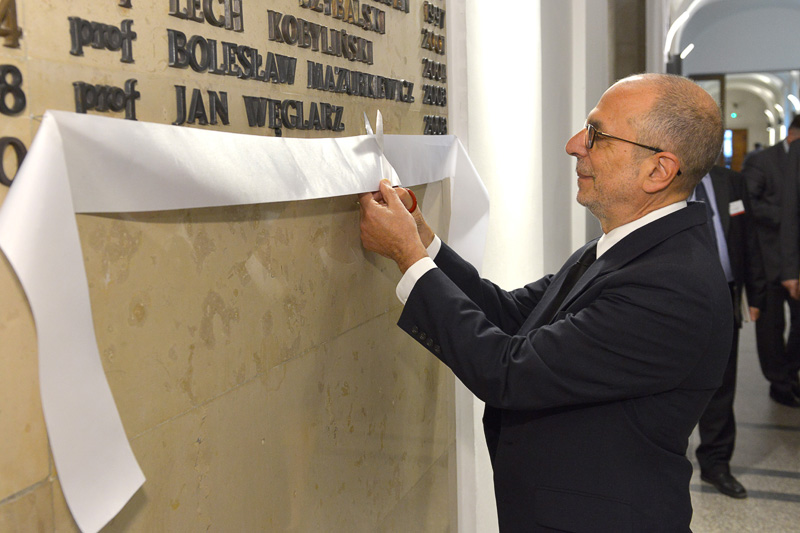
Professor Robert J. Cava durante a cerimônia de recebimento do grau de Doutor Honoris Causa da Universidade Técnica de Gdańsk

## Honrarias e prêmios
Em reconhecimento a sua contribuições foi nomeado fellow do American Institute of Physics (1988) e eleito para a Academia Nacional de Ciências dos Estados Unidos (2001). Em 2001 foi eleito fellow da American Physical Society. Recebeu o Prêmio Linus Pauling de 2012.

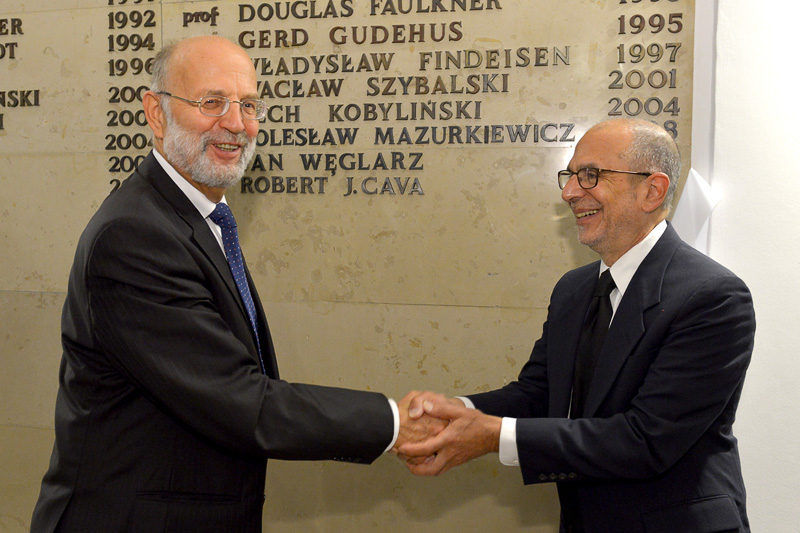
Professor Robert J. Cava e o reitor da Universidade Técnica de Gdańsk, Professor Henryk Krawczyk, durante a cerimônia de recebimento do grau de Doutor Honoris Causa

Foi eleito Membro Estrangeiro da Royal Society (ForMemRS) em 2016.